# Complexx
Complexx is een Nederlandse horrorfilm uit 2007 van Robert Arthur Jansen. De film werd opgenomen in 2006 in een poging mee te komen in de hype omtrent de nieuwe impuls van de Nederhorror, maar werd uiteindelijk alleen op dvd uitgebracht in 2007. De film is grotendeels opgenomen in Enschede (Go Planet).

## Verhaal
Een groep jongeren wordt opgesloten in een complex. Ze krijgen dan op hun telefoon een bericht dat ze deelnemen aan een spel. Het bericht luidt blijf in het gebouw, speel het spel en win 1 miljoen euro. Als de deelnemers erachter komen hoe het spel in elkaar zit, verandert het spel naar het elkaar ombrengen en vermoorden. Uiteindelijk doet iedereen alles om het geld te bemachtigen.

## Rolverdeling
- Sander Foppele - Mike
- Yolanthe van Kasbergen - Lianne
- Negativ - Max
- Sebastiaan Labrie - Simon
- Kirsten Walraad - Myrna
- Arno Hazenbroek - Xander